# Ewa Lipska

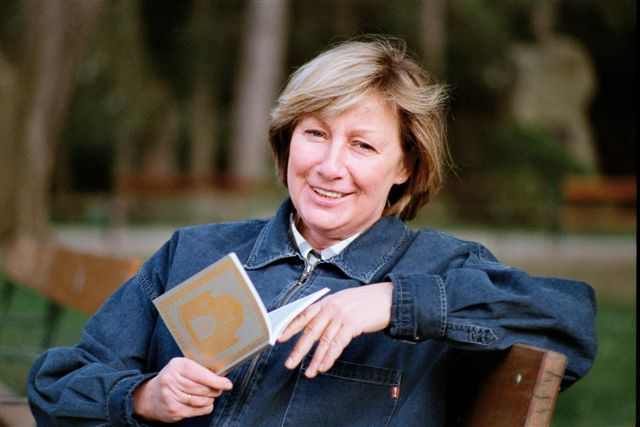
Ewa Lipska

Ewa Lipska (* 8. Oktober 1945 in Krakau) ist eine polnische Dichterin und Schriftstellerin. Seit 1967 hat sie mehrere Gedichtbände und einen Roman veröffentlicht.

## Biographie
Ewa Lipska debütierte mit ersten Gedichten 1961 in der Zeitschrift Gazeta Krakowska. Nach Absolvierung der Matura 1963 studierte sie Malerei und Kunstgeschichte an der Akademie der Schönen Künste in ihrer Heimatstadt Krakau. Von 1964 an erschienen ihre poetische Beiträge in den Zeitschriften Życie Literackie und Dziennik Polski. Ihr erster Lyrikband erschien 1967.
Dem Verband der Polnischen Literaten (Związek Literatów Polskich, ZLP) gehörte sie von 1968 bis zu dessen Auflösung 1983 an. Von 1970 bis 1980 arbeitete sie als Lyrikredakteurin des Verlages "Wydawnictwo Literackie" ("Literaturverlag") in Krakau. Zur Jahreswende 1975/76 nahm sie ein halbjähriges Stipendium des „International Writing Program“ auf Einladung der University of Iowa wahr. Im Jahre 1978 wurde sie Mitglied des polnischen PEN-Clubs.
Sie war Mitgründerin der Literaturzeitschrift Pismo („Schrift“) und Redaktionsmitglied von 1981 bis 1983. 1983/84 verbrachte sie mittels eines DAAD-Stipendiums ein Jahr in West-Berlin.
In den Jahren 1990 bis 1992 war sie Redaktionsmitglied von Arka und Dekada Literacka („Die Arche“ und „Literaturdekade“), Krakau. 1991 wurde sie Stellvertretende Direktorin und dann Direktorin des Polnischen Kulturinstituts in Wien, wo sie bis 1997 blieb. Seit 1997 ist sie als freie Schriftstellerin tätig. Sie ist Mitglied der Polska Akademia Umiejętności (PAU). Ewa Lipska lebt und arbeitet in Krakau, Polen.

## Auszeichnungen
- 1997 – A. Bursa Preis, Krakau
- 1973 – Koscielski Preis, Genf
- 1979 – Robert Graves Preis des PEN-Clubs
- 1990 – Preis der Polcul Foundation (Auszeichnung der Unabhängigen Stiftung  zur Förderung der Polnischen Kultur)
- 1991 – Preis des PEN-Clubs für das literarische Gesamtwerk, Preis der Alfred-Jurzykowski-Stiftung, New York
- 1995 – Preis der Stadt Krakau
- 2004 – „Odra“-Preis, Breslau
- 2007 – Samuel-Bogumil-Linde-Preis

## Festivals
Ewa Lipska hat an diversen Lyrikveranstaltungen, Seminaren, Lesungen und Autorentreffen in Deutschland, Österreich, England, den Niederlanden, Dänemark, Schweden und in den USA teilgenommen.

## Publikationen

Ewa Lipska

- Gedichte (Wiersze) – 1967 (Czytelnik Verlag, Warschau)
- Der Zweite Gedichtsband (Drugi zbiór wierszy) – 1970 (Czytelnik Verlag)
- Der Dritte Gedichtsband (Trzeci zbiór wierszy) – 1972 (Czytelnik Verlag)
- Der Vierte Gedichtsband (Czwarty zbiór wierszy) – 1974 (Czytelnik Verlag)
- Der Fünfte Gedichtsband (Piąty zbiór wierszy) – 1978 (Czytelnik Verlag)
- Das Haus der stillen Jugend (Dom spokojnej młodości) – 1978 (Wydawnictwo Literackie Verlag, Krakau)
- Das lebendige Tod (Żywa śmierć) – 1979 (WL Verlag)
- Ausgewählte Gedichte (Poezje wybrane) – 1981 (Ludowa Spoldzielnia Wydawniczwa, Warschau)
- Es geht hier nicht um den Tod, sondern um weiße Kordonettseide (Nie o śmierć tutaj chodzi, lecz o biały kordonek) – 1982 (WL Verlag)
- Depot der Dunkelheit (Przechowalnia ciemności) – 1985 (Przedswit Verlag)
- Ausgewählte Werke (Utwory wybrane) – 1986 (WL Verlag)
- Frauen Quartet (Kwartet Żeński) – 1987 (Posen Verlag)
- Kurzparkzone (Strefa ograniczonego postoju) – 1990 (Czytelnik Verlag)
- Ferien eines Misanthropen (Wakacje mizantropa) – 1993 (WL Verlag)
- Stipendiaten der Zeit (Stypendyści czasu) – 1994 (Breslau Verlag)
- Gedichte (Taschenbuchausgabe)  (Wiersze) – 1994 (Anagram Verlag)
- Teilhaber des grünen Windrades (Wspólnicy zielonego wiatraczka) – 1996 (WL Verlag)
- Menschen für Anfänger (Ludzie dla początkujących) – 1997 (A-5 Verlag, Krakau)
- Ersatzleben (Życie zastępcze) – 1998 (WL Verlag, Krakau)
- 1999 (1999) – 1999 (WL Verlag, Krakau)
- Zoologische Läden (Sklepy zoologiczne) – 2001 (WL Verlag, Krakau)
- Vorsicht Stufe (Uwaga, stopień) – 2002 (WL Verlag, Krakau)
- Ich (Ja) – 2003 (WL Verlag, Krakau)
- Gedichte zu Liedern. Herzen auf Fahrrädern (Wiersze do piosenek. Serca na rowerach) – 2004 (WL Verlag, Krakau)
- Irgendwo anders (Gdzie indziej) – 2005

### Übersetzungen

Ewa Lipska

- Versei – Europa Könyvkiado Verlag, Budapest 1979, Ungarn
- Vernisaz – Ceskoslovensky Spisovatel, Prag 1979, Tschechoslowakei
- Such Times –  Hounslow Press, Toronto 1981, Kanada
- Huis voor een vredige jeugd –  Nederlandse Vertaling, 1982, Holland
- Auf den Dächern der Mausoleen – Oberbaum Verlag, Berlin 1983, Deutschland
- En misantrops ferie – Husets Forlag, Århus 1990, Dänemark
- Meine Zeit. Mein Leib.Mein Leben. – Residenz Verlag, Salzburg und Wien 1990, Österreich
- Poet? Criminal? Madman? – Forest Books, London 1991, England
- Ferien eines Misanthropen – Bulgarien 1994
- Zon – Elleströms Forlag, Stockholm 1997, Schweden
- Stipiendisti Wriemiena – Beograd 1998, Serbien
- Mennesker for Begyndere – Husets Forlag, Århus 1999, Dänemark
- Msohu me vdekjen – Springa Verlag, Albanien 2000
- Mensen voor Beginners – De Geus Verlag, Holland 2000
- Sedemnast cervenych vevericiek – Drewo a srd Verlag, Slowakei 2001
- Gedichtauswahl – Keshev Publishing House, Israel 2001
- Pet Shops – ARC Publications, England 2002
- Achtung Stufe – Droschl-Verlag, Graz 2004, Österreich
- Ja – Beograd  2004, Serbien
- Eixida d'emergència – Pagès editors, Lleida 2004, Katalonien

Eine Auswahl ihrer Gedichte erschien auf Deutsch, Englisch, Dänisch, Holländisch, Tschechisch, Ungarisch, Hebräisch, Serbisch, Slowakisch, Spanisch, Katalanisch, Französisch, Schwedisch, Albanisch und Bulgarisch.